# سفارة تونس في الولايات المتحدة
سفارة تونس في الولايات المتحدة هي التمثيلية الرسمية وسفارة تونس في الولايات المتحدة. تقع السفارة في واشنطن العاصمة تحديدا في 1515 شارع ماساتشوستس. السفيرة الحالية هي السيدة حنان التاجوري.

في 1809، شارك الرئيس الأمريكي توماس جفرسون الإفطار مع السفير التونسي وكان ذلك أول مرة في تاريخ البلاد.

## السفراء
سفراء تونس في الولايات المتحدة هم:
| السفير            | تاريخ التعيين  | م      |
| ----------------- | -------------- | ------ |
| المنجي سليم       | 18 يوليو 1956  | [ 2 ]  |
| الحبيب بن يحيى    | 19 نوفمبر 1981 | [ 3 ]  |
| الحبيب منصور      | 13 أبريل 2009  | [ 4 ]  |
| محمد صالح تقية    | 18 أكتوبر 2010 | [ 5 ]  |
| مختار الشواشي     | 15 مايو 2013   | [ 6 ]  |
| محمد الزين شلايفة | 2 يناير 2014   | [ 7 ]  |
| فيصل قويعة        | 30 يوليو 2015  | [ 8 ]  |
| نجم الدين لكحل    | 12 سبتمبر 2020 | [ 9 ]  |
| حنان التاجوري     | 4 اكتوبر 2021  | [ 10 ] |

## مقالات ذات صلة
- العلاقات الأمريكية التونسية
- سفارة الولايات المتحدة في تونس